# Plácido Rosas
Plácido Rosas és una localitat de l'Uruguai, ubicada al sud-est del departament de Cerro Largo, limítrof amb Treinta y Tres. Té una població aproximada de 500 habitants, segons les dades del cens del 2004.
Es troba a 7 metres sobre el nivell del mar.
| 1963 | 1975 | 1985 | 1996 | 2004    |
| ---- | ---- | ---- | ---- | ------- |
| 377  | 428  | 387  | 402  | {{{5}}} |